# قالب موسيقي
قالب موسيقي مثّل القالب الموسيقي أحد العناصر التي تتجاوز حدود التأليف الموسيقي ليكون شاهدا على تطوّر الممارسة الموسيقية وعلى مختلف التحوّلات التي تطرأ على التأليف الموسيقي في مراحل مختلفة من الزمن. لذلك لا يمكن أن تقف قراءتنا للقالب الموسيقي عند البنى الشكلية الخارجية للأعمال الموسيقية وإنما يجب أن تمتدّ إلى كلّ ما يمكن أن يساعد على فهمه من الجانب التقني الموسيقي من ناحية، وفي سياقه التاريخي والثقافي من ناحية أخرى.
ورغم أن القوالب الموسيقية تختلف عن بعضها في العديد من النقاط، فإن البعض منها يشترك في خاصيات شكلية عديدة. لذلك تبدو الدراسة المقارنة بين القوالب الموسيقية ضرورية لتمييز نقاط الاختلاف والتشابه بين البنى الشكلية المستعملة في التأليف الموسيقي العربي.
على هذا الأساس، وانطلاقا من تجربتنا في التدريس الجامعي لـمادة قوالب الموسيقى العربية، نقترح في هذه الورقة، مقاربة متعدّدة المستويات لتدريس هذه المادة تُبنى على أربع مراحل هي الاستماع الموجّه، تفكيك البنية الشكلية، النقد المقارن والتعريف المفاهيمي.

## القوالب المستخدمة في الموسيقى العربية
منها ما هو عربي ومنها تركي ومنها فارسي

### البشرف
كلمة فارسية معناها إلى الأمام، والمقصود بهذا القالب أن يؤدى كبداية لكل عمل غنائي، أو وصلة غنائية، ولايمكن أن نعتبره مقدمة للأغنية وإنما هو مقدمة لتهيئة المغني أو مجموعة المغنين للغناء وذلك عن طريق تركيز النغمة في أذن المغني ويصل إلى درجة السلطنة فيبدأ في الغناء
البشرف غير مقيد بأي مقام من المقامات، أما بالنسبة للإيقاعات فيجب أن يُلحن البشرف على إيقاعات كبيرة أمثال الفاخت ويتألف البشرف من خمسة أجزاء تسمى أربعة منها خانات والجزء الخامس بالتسليم، ويكرر التسليم بعد كل خانة من الخانات، كما تلحن الخانة الأولى والتسليم من المقام الذي سمي به البيشرو، أما الخانات الثلاث الأخرى فتلحن من مقامات مختلفة

#### أهم البشارف الموجودة
بشرف راست لعاصم بك
بشرف نهاوند عثمان بك
بشرف حجاز كار لنديم الدرويش

### السماعي
يطلق لفظ السماعي على صيغة تأليف آلي تتفق وصيغة البشرف، إنما يختلف عن البشرف بأن هذا القالب لايوزن إلا على إيقاع السماعي الثقيل أي ارتبط هذا القالب باسم الإيقاع الذي يوزن عليه اللحن ويتألف السماعي من أربع خانات وتسليم وهي كما يلي خانة أولى وتسليم، خانة ثانية وتسليم، خانة ثالثة وتسليم، خانة رابعة وتسليم
تلحن الخانة الأولى والثانية والثالثة والتسليم على إيقاع السماعي، أما الخانة الرابعة فتلحن على إيقاعات سريعة أو مركبة وغالباً تكون من الفالس
اهتم الملحنون بهذا القالب التركي ولحنوا عليه الكثير نذكر أهمهم
سماعي هزام لمحمد عبد الوهاب
سماعي حجاز كار كردي لمنير بشير
سماعي عجم عشيران للشيخ علي الدرويش
سماعي عشيران للشيخ علي الدرويش
سماعي نهاوند لنديم الدرويش
وكان الأتراك يعزفون السماعي إما بعد البيشرو مباشرة أو بعد الوصلة الغنائية، أما العرب فإنهم يستهلون وصلتهم الغنائية بإحدى هاتين الصيغتين، ومع مرور الوقت وتقدم الزمن حل السماعي محل البشرف وذلك قبل البدء بالوصلة الغنائية ليتم تهيئة أذن المطرب على المقام الذي سيغني منه وصلته الغنائية

### اللونجا
كلمة أعجمية، وهي بالأصل ليست موسيقى آلية بل موسيقية خاصة بالرقص في منطقة البلقان
اللونجا بالتعريف هي معزوفة رشيقة وسريعة مبنية على شاكلة البشرف والسماعي فهي تحوي أربع خانات وتسليم لكن الفرق بينها وبين البشرف والسماعي بأنها توزن وتوقع على إيقاعات بسيطة كإيقاع الفوكس، وأهم اللونجات هي
لونجا نهاوند لرياض السنباطي
لونجا شهناز لأدهم أفندي
لونجا حجاز كار لجميل عويس

### الدولاب
هو مقدمة موسيقية مؤلفة من عدد بسيط جداً من الجمل الموسيقية لتركيز المقام في أذن المغني كي يؤدي غناءه بشكل سليم، إذ يقوم بنفس الوظيفة التي يقوم بها البشرف والسماعي، وإنما الدولاب مقدمة قصيرة بينما موسيقى البيشرو والسماعي طويلة.

### التقاسيم
وهي عبارة عن ألحان مرتجلة أي غير مدونة كنوطة موسيقية تعزف على أية آلة موسيقية عربية منفردة، ومن أي مقام من المقامات ولا توجد قوالب خاصة لإجراء التقاسيم وإنما هي من وحي الخاطر، يرتجلها العازف مراعياً سيطرة شخصية المقام الأساسي ويركزها في ذهن المستمع بما لديه من مشاعر وانفعالات وسعة علم وخبرة والجو المحيط أثناء الحفلة

#### أنواع التقاسيم

##### التقاسيم الكاملة
هي التي تهيء المستعمين للاستماع إلى العازف البارع الذي يحلق بالحاضرين في أجواء خيالية وفي هذا النوع يستطيع العازف أن يأخذ العازف مجاله ووقته كما يحب.

##### التقاسيم كمقدمة للغناء
تكون هذه الحالة قصيرة المدى وأسلوبها يسعى لتثبيت شخصية المقام المنتسبة إليه ومن ثم تمهد لاستقبال الأغنية
كما تقسم التقاسيم إلى نوعين

###### الأول
وهو الأكثر انتشاراً يُؤدى دون إيقاع أو ميزان ويطلقون عليه التقاسيم السائبة

###### الثاني
وهو التقسيم على الوزن أي التقاسيم الموزونة التي تتقيد بالإيقاع وغالباً يكون على إيقاع الوحدة أو المصمودي أو السماعي الثقيل

### التحميلة
هي معزوفة موسيقية تكون ألحانها بمثابة محاورة بين العازفين على الآلات الموسيقية كالعود والقانون والكمان والناي
تبدأ باستهلال لحني قصير يؤدى من قبل جميع العازفين ثم ينفرد أحدهم بأداء تقسيمة موزونة قصيرة، تكون بمثابة سؤال لحني موجه إلى بقية العازفين، وتكون إجابة الفرقة الموسيقية بعزف لحن الاستهلال وتتكرر العملية عدة مرات على أن تكون التقسيمة الموزونة مرة على العود وأخرى على القانون وثالثة على الكمان وأخيراً على الناي وبعد عزف التقسيمة الصغيرة الموزونة يعزف لحن الاستهلال وتنتهي التحميلة عند انتهاء لحن الاستهلال